# 두루미자리
두루미자리(Grus, [ˈɡrʌs] 또는 [ˈɡruːs])는 남쪽 하늘의 별자리이다.
이 별자리는 대한민국 남부 지방에서 일부분만 볼 수 있다.

## 특징
남쪽물고기자리에서 분리되었다.

## 별과 천체
두루미자리는 새로 만들어진 별자리 중에서는, 밝은 별이 많은 편이다.
- 두루미자리 α (Alnair; 알나이): 1.73등급의 별로, 청백색이다.
- 두루미자리 β（Tiaki, 티아키): 2.07등급의 붉은색 별이다.
- 두루미자리 γ（Al Dhanab, 알 다나브): 3.0 등급의 별이다.

## 어두운 천체들
- IC 5148 행성상성운으로, 두루미자리 람다 근처에 있다.
- NGC 7552, 7582, 7590, 7599 등 봉황자리 쪽에 은하가 많다.

## 신화와 역사

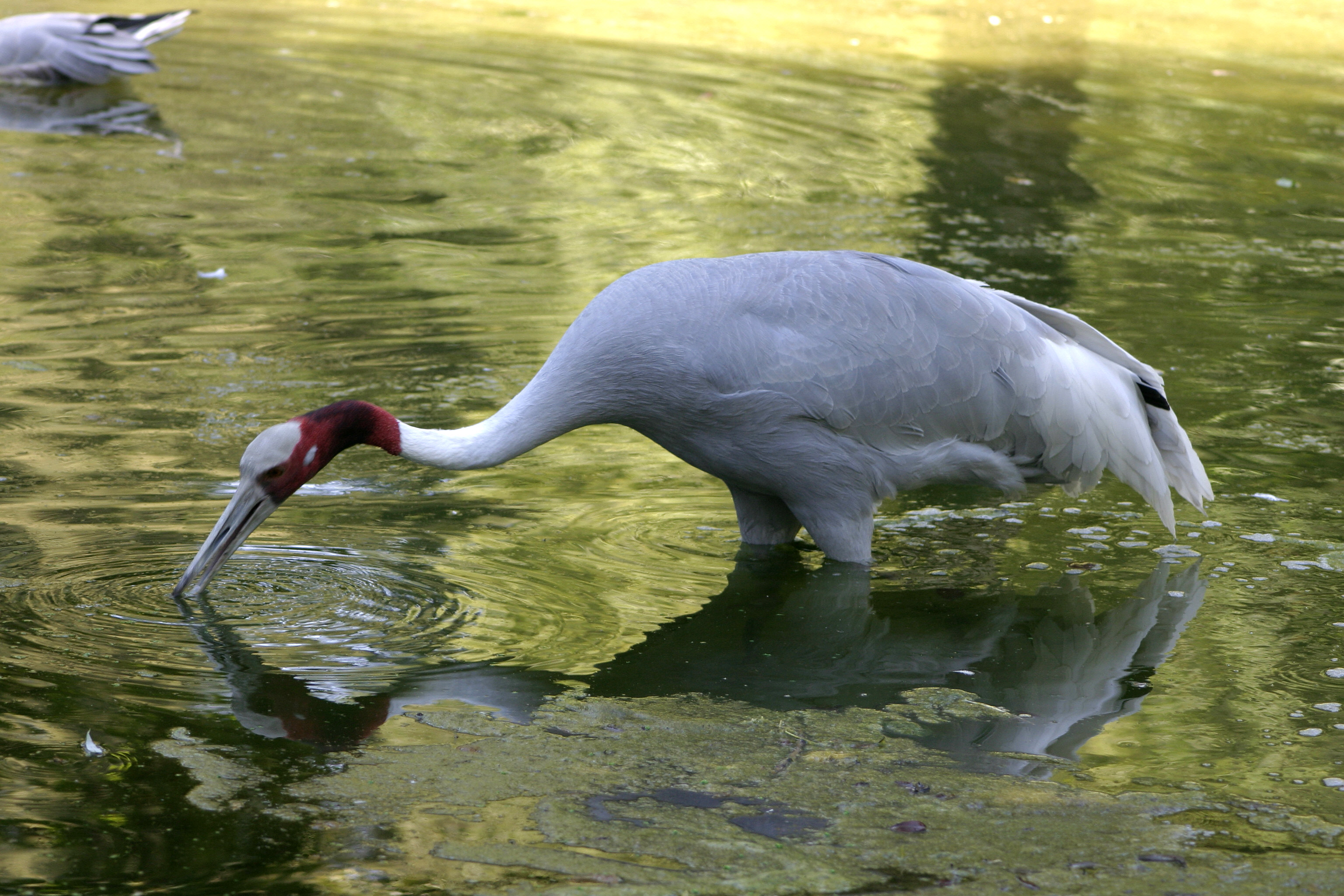
Grus antigone

두루미자리는 1600년경에 두 명의 모험가(Pieter Dirkszoon Keyser, Frederick de Houtman)가 만들어낸 12개 별자리 중 하나로, 1603년의 요한 바이어의 《우라노메트리아》에 처음으로 나타났다. 이 별자리는 17세기에 영국에서 잠시 '포에니콥테루스(Phoenicopterus; 플라밍고)'로 여겨졌었다.
17세기까지 두루미자리는 남쪽물고기자리의 일부로 여겨졌다. 별자리의 별들에 붙여진 아라비아식 이름은 이를 반영한다.
17세기에 만들어진 별자리이므로, 관련된 신화는 없다.